# Jasnières
Das Weinbaugebiet Jasnières liegt als Enklave im Nordosten des Bereiches Coteaux du Loir in der Weinbauregion Loire. Das Gebiet liegt ca. 40 km nördlich der Stadt Tours und somit nördlich des Bereiches Touraine. Weiter östlich schließt sich das Weinbaugebiet Coteaux du Vendômois an. Die Appellation Jasnières genießt seit dem 31. Juli 1937 den Status einer AOC.

## Anbaugebiet
Die Weinberge mit rund 61 Hektar Rebfläche liegen nördlich des Flusses Loir auf dessen orographisch rechten Seite auf lehmigem Kalkboden mit Feuersteineinschlüssen. Der aufgeschlossenen Kalksteinsockel stammt aus dem Erdzeitalter des Turonium und wird Tuff genannt. Der etwa vier Kilometer lange und nur einige hundert Meter breite Bereich in Hanglage mit idealer Südausrichtung ist der beste Abschnitt (Cru-Lage) des Bereiches Coteaux du Loir. Die Rebflächen verteilen sich auf die Gemeinden Lhomme und Ruillé-sur-Loir. Seinen Namen hat das Gebiet vom Weiler Jasnières auf halbem Weg zwischen den beiden Gemeinden. Das Gebiet ist eines der am nördlichsten gelegenen der Weinbauregion Loire. Das Klima wird durch den nah gelegenen Wald Forêt de Bercé vor nördlicher Kaltluft geschützt.
Das Weinbaugebiet teilt sich in den 25 ha großen Rebgarten Clos de Jasnières in Lhomme und Flächen im Tal Vallée de la Veuve in Ruillé-sur-Loire auf. In diesem Tal sind jedoch von den potenziell 400 ha zugelassener Rebfläche nur ca. 40 ha genutzt. Das Gebiet war in den 1960er-Jahren fast in Vergessenheit geraten. Der Tiefpunkt war im Jahr 1968 mit einer Ernte von 67 hl erreicht.

## An- und Ausbau
Ausgebaut wird ausschließlich ein sehr langlebiger Weißwein aus der Rebsorte Chenin Blanc (hier auch Pineau de la Loire genannt), der in der Regel trocken ist, selbst wenn die Beeren von der Edelfäule Botrytis cinerea befallen sind. Nur in sehr warmen Jahren werden auch süße Weine ausgebaut.
Die Stockdichte beträgt 5500 Reben pro Hektar, der maximal zulässige Ertrag liegt bei 52 hl/ha; ein Betrag, der jahrgangsabhängig auf bis zu 63 hl/ha korrigiert werden kann. Der Anschnitt erfolgt sehr niedrig und ist streng reglementiert. Im Jahr 2002 wurden 2240 hl Wein gekeltert.

## Verkostungsnotizen
Der Wein kann mindestens 15 Jahre, meist jedoch mehrere Jahrzehnte gelagert werden und sollte bei einer Trinktemperatur von 9 bis 11 °C genossen werden.
Der Wein hat glanzhelle, gelbe Farbe und hat florale und fruchtige Aromen mit mineralischer Note. Reifere Weine bekommen zusätzliche Aromen nach getrockneten Früchten und Honig. In besonders guten Jahren kommen liebliche Weine zustande, die den Vergleich mit anderen lieblichen Weinen der Loireregion standhalten können.